# Marsdenia sarcoloboides
Marsdenia sarcoloboides är en oleanderväxtart som beskrevs av Rudolf Schlechter. Marsdenia sarcoloboides ingår i släktet Marsdenia och familjen oleanderväxter. Inga underarter finns listade i Catalogue of Life.